# Напад на Медвей
51°24′14″ пн. ш. 0°31′55″ сх. д. / 51.4039° пн. ш. 0.531944° сх. д.
Напад на Медвей також відомий під назвами «битва при Медвеї», «напад на Четем» та «битва при Четемі» — успішна атака голландського військового флоту під час другої англо-голландської війни у червні 1667 року, коли голландські військові кораблі пройшли річкою Медвей вглиб англійської території, досягли головної морської бази англійського флоту на південному узбережжі, і атакували її.
Голландці, під номінальним командуванням адмірала Міхіеля де Рюйтера, кілька днів обстрілювали, а потому захопили місто Ширнесс, піднялись Темзою до міста Грейвзенд, після чого, ризикуючи сісти на мілину, дістались річкою Медвей до Четема та Гілінгема. Досягнувши бази британського флота біля Четема, де англійські кораблі перебували на якірній стоянці, вони обстріляли наземні фортифікації, спалили три лінкори і десять менших суден та захопили й успішно відтранспортували геть ще два кораблі: лінкор «Юніті» і гордість та флагман тогочасного англійського флота лінкор «Король Карл».
Ці події зруйнували військові плани англійського короля і призвели до швидкого закінчення війни вигідним для Голландії миром.
Поразка у битві при Медвеї вважається однією з найбільш маштабних та найбільш катастрофічних поразок, що їх будь-коли зазнавали британські армія або флот.